# 熊田圣亚
熊田圣亚（2001年7月18日—）是一位日本前童星。出生於東京都。妹妹熊田胡胡也是演员。

## 参演作品

### 电影
- 《属于你的我的初恋》（2009年10月），饰演：种田茧（童年）
- 《弯曲吧！汤匙》（2009年11月），饰演：樱井米（童年）
- 《武士之鞘》（2011年6月），主演：野见勘十郎的女儿

### 电视剧
- 《流星之绊》（2008年10月17日－12月19日，TBS電視台），饰演：有明静奈（童年）
- 《双头犬》（2009年7月24日－9月25日，TBS電視台），饰演：長谷部澪
- 《外科医生鸠村周五郎·血染的挑战书2》（2009年8月28日，富士电视台），饰演：铃木真里菜
- 《逃亡～為了所愛的你》（2011年10月27日至12月22日，TBS電視台），饰演：宮本櫻

## 獎項
- 第35屆日本電影金像獎新人演員賞：《武士之鞘》[1]